# Влашке песме (албум Слободана Домаћиновића, 1986)
„Влашке песме“ је музички албум Слободана Домаћиновића из 1986. године, у издању Југодиска. На њему се налазе пјесме:
1. Ће ма споминц пен сарат (Će ma spominc pen sarat – Што ме плашиш у сумрак)
2. Вино дајке са ма вез (Vino dajke sa ma vez – Дођи, драга, да ме видиш)
3. Ђаш авја ши јо ун фраће (Djaš avja ši jeu un fraće – Кад бих имао брата)
4. О мајка батрња (O majka batrna – О, мајко стара)
5. Ма гиндеск мама ла циње (Ma gindesk mama la cinje – Мислим на те, мајко)
6. Аминдој ин браце (Amindoj in brace – Обоје у загрљају)
7. Супарате фетеле (Suparate fetele – Дјевојке су љуте на ме)
8. Пе марђина Дунари (Pe mardjina Dunari – На обали Дунава)